# Odontocarya krukoviana
Odontocarya krukoviana är en tvåhjärtbladig växtart som beskrevs av Rupert Charles Barneby. Odontocarya krukoviana ingår i släktet Odontocarya och familjen Menispermaceae. Inga underarter finns listade i Catalogue of Life.